# Venstre (Polen)
 For alternative betydninger, se Venstre (flertydig). (Se også artikler, som begynder med Venstre)
Venstre (Polsk: Lewica) er en polsk socialdemokratisk koalition bestående af partierne Lewica Razem (Venstre Sammen), Sojusz Lewicy Demokratycznej (Den Demokratiske Venstrealliance) og Wiosna (Forår).